# العرجين (الخبت)

تعديل مصدري - تعديل

العرجين هي إحدى قرى عزلة الشعافل السفلى بمديرية الخبت التابعة لمحافظة المحويت، بلغ تعداد سكانها 321 نسمة حسب تعداد اليمن لعام 2004.